# Fuerte de San Miguel Arcángel
El Fuerte de San Miguel Arcángel, también referido como Fuerte del Morro de Nazaré o simplemente Fuerte de Nazaré, se localiza en la villa, freguesia y municipio de Nazaré, en Portugal.
Emplazado en posición dominante sobre la playa de Nazaré, afamado y tradicional punto de pesca, santuario y balneario, en el litoral portugués.
Abierto al público desde 2014, cuenta con una de las más enigmáticas vistas sobre la Villa de Nazaré y es uno de los locales favoritos para los entusiastas de las olas gigantes. 

## Historia
La construcción de este monumento de estilo maneirista tuvo inicio en el reinado de D. Sebastião, en 1577, visando la defensa de la ensenada de los ataques de los piratas argelinos, marroquíes, holandeses y normandos que recaían sobre el litoral atlántico. En 1644, y debido a su posicionamiento, el rey D. João IV, el Restaurador, ordenó su remodelación y ampliación. Como centinela vigilante de la fortaleza quedó S. Miguel Arcángel, patrón de muchos santuarios, construidos generalmente en lugares elevados. En la fachada del fuerte, sobre el portal de la entrada, D. João IV, mandó colocar una imagen en piedra calcárea de San Miguel Arcanel, con el subtítulo “EL REY DON JUAN-1644” fecha que señala el año de su construcción.
El Fuerte sobrevivió a las Invasiones Francesas, donde se refugiaron los soldados enemigos que combatieron contra la población del sitio de la Pederneira. Los invasores sólo fueron expulsados de nuestro país en 1811, volviéndose este monumento un marco de la revuelta popular y de la autonomía de los nazarenos.
La fortaleza formó parte de la historia de las Luchas Liberales. Por esta época, Nazaré y el Fuerte, fueron escenario de pequeñas escaramuzas entre los partidarios de D. Pedro IV y de D. Miguel. En 1830, D. Miguel como rey, visitó el sitio y la playa de Nazaré, donde fue recibido en ambiente de fiesta, visitando el Fuerte de S. Miguel Arcángel, que el año siguiente vendría a tener algunos arreglos, un nuevo altar para su patrono y una nueva calzada de acceso. Después de la partida de D. Miguel para el exilio, en 1 de julio de 1834, como reflejo de las luchas entre liberales y absolutistas, la imagen de piedra de S. Miguel, que figuraba sobre la puerta, sufrió un grave atentado. La escultura fue blanco de actos de vandalismo, por parte de los liberales, que la retiraron de su retablo, y la tiraron por las murallas al arenal de la playa. Aún hoy  se encuentra mutilada y constituye un testimonio de las peleas entre los absolutistas y liberales en esta región.
En el inicio del siglo XX, ya sin función militar, los pescadores hicieron sentir al gobierno la necesidad de instalar un faro y una casa para el farero, para apoyo de la actividad pesquera. El 29 de octubre de 1903, fueron efectuadas obras de consolidación y restauración para la instalación del faro en el Fuerte. Finalmente el 1 de diciembre de 1903 comenzó a funcionar una luz de puerto instalada en el Fuerte de S. Miguel Arcángel.

### La primitiva estructura
La primitiva construcción del lugar remonta al reinado de D. Sebastião (1557-1578), que allí determinó levantar una fortificación para defensa del poblado pescador en el monte de la Pederneira (1577), por cuyo puerto era embarcada la madera del Pinhal d’El Rey (Pinhal de Leiria) y cuyos astilleros ya poseían importancia económica en la época.

### La dinastía filipina: el proyecto de Casale
Esas obras, sin embargo, sólo ganarían impulso durante la dinastía filipina, cuando el rey D. Filipe II (1598-1621), alrededor del año de 1600, determinó reconstruir la primera fortaleza de acuerdo con planta del fallecido ingeniero militar y arquitecto Giovanni Vicenzo Casale. Aún en construcción, un corsario neerlandés penetró en el puerto de Pederneira y apresó a una embarcación portuguesa con carga de madera de pino y una nao de Vizcaya que transportaba hierro, vino y armas (1611).

### La actual estructura: la reforma bragantina

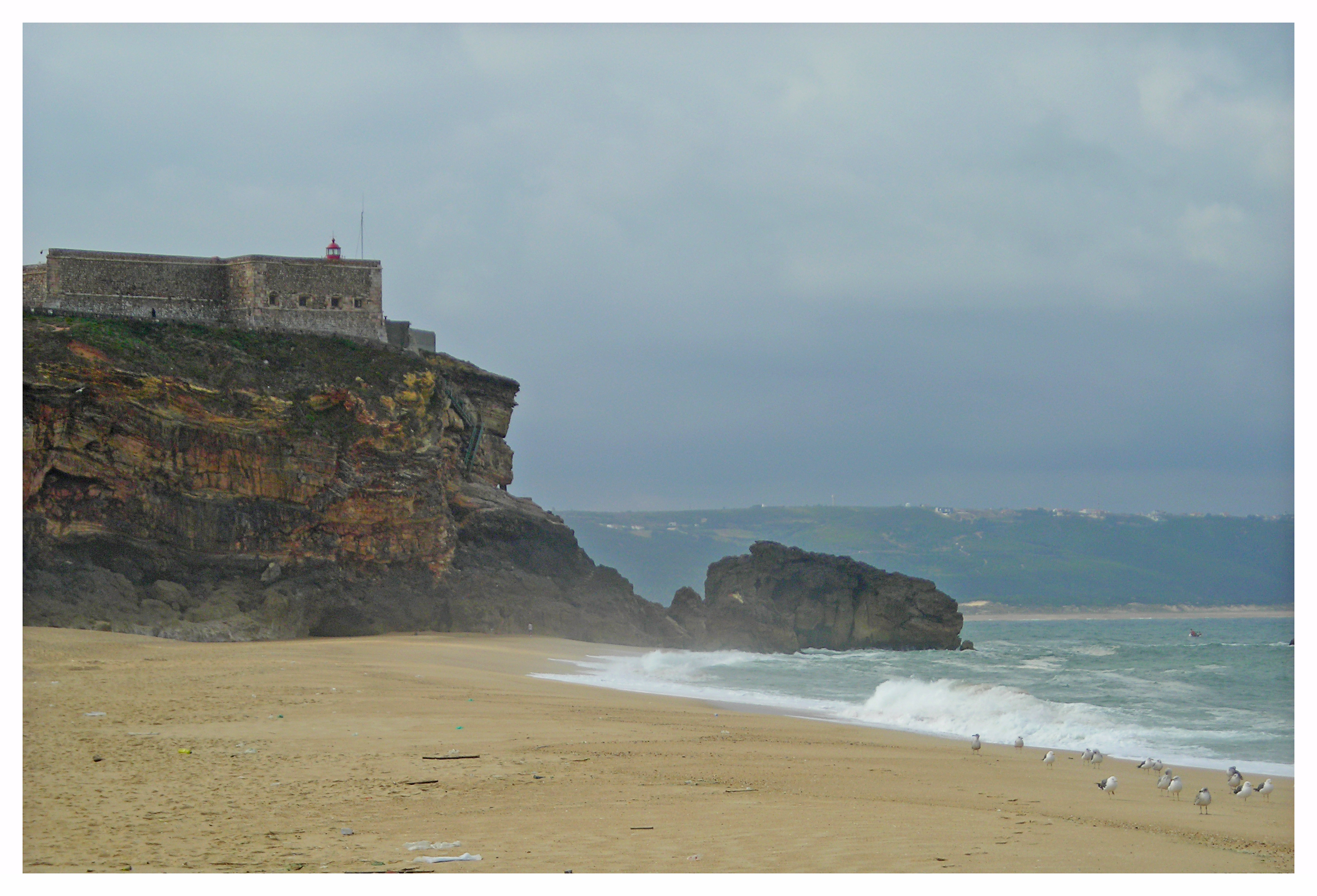
Fuerte de San Miguel Arcángel, Portugal.

Necesitando de reparaciones en el inicio del siglo XVII, en la época de la Guerra de Restablecimiento de la independencia portuguesa la Corona determinó su modernización y ampliación (1644), cuando adquirió su actual conformación.

### La Guerra Peninsular: ocupación y resistencia
Después de sus piezas de artillería hubieran sido removidas para la Plaza-fuerte de Cascais, a partir de 1807 fue ocupado por las tropas napoleónicas durante la Guerra Peninsular, con un destacamento de 50 soldados de las fuerzas del general Junot. Este efectivo fue expulsado por la población local el año siguiente, estando destacado para la ocasión un grupo de seis estudiantes que, con el uniforme del Batallón Académico de Coimbra, intentaron convencer a los invasores de que habían recibido refuerzos. Yendo a Cascais en un batel, a la busca de armamento, lograron repeler los refuerzos enemigos que, de la Plaza-fuerte de Peniche, acudían en socorro de la guarnición del fuerte. Posteriormente los invasores franceses retornaron a la región, matando a sus habitantes e incendiando casas y embarcaciones en las poblaciones de Nazaré, de Pederneira y del Sitio, en represalia.
A partir de 1855 la sede del Municipio fue transferida de Pederneira a Nazaré.

### La actualidad
A comienzos del siglo XX, en 1903, fue instalado un faro en sus dependencias, con la función de auxilio a la navegación en aquel tramo del litoral.
Entre 1907 y 1941 se registraron trabajos de restablecimiento en el monumento.
Aunque actualmente bien conservada, la estructura se encuentra amenazada de corrimiento de tierras en virtud del avanzado proceso erosivo que la ataca por el lado del mar.

## Características
Fortificación marítima en estilo manierista, presenta planta irregular orgánica (adaptada al promontorio rocoso sobre el cual se asienta), con un baluarte en cada vértice. Las murallas, en aparejo de piedra irregular con cantería en los vértices, presenta contrafuertes, abrigando ocho dependencias que atendían las funciones de Cuartel de la Tropa, Casa del Mando, Pañol y Almacenes. En el segundo piso, se localiza la Plaza de Armas.
Encimando el portón monumental, bajo un dintel, se destaca una imagen en bajo-relieve de San Miguel Arcángel, patrono del fuerte, y una inscripción: "El-Rey Don Joam el Cuarto – 1644", ambas actualmente bastante desgastadas.
El año de 1901 o de 1902, se inició un proceso para la expropriación del fuerte. Enseguida se procedido a la reconstrucción parcial de un baluarte dañado, para en él instalar el Faro de Nazaré (1903), activo hasta hoy, con un alcance luminoso de quince millas náuticas, completado por una señal sonora de aviso en días de niebla intensa.

## Galería

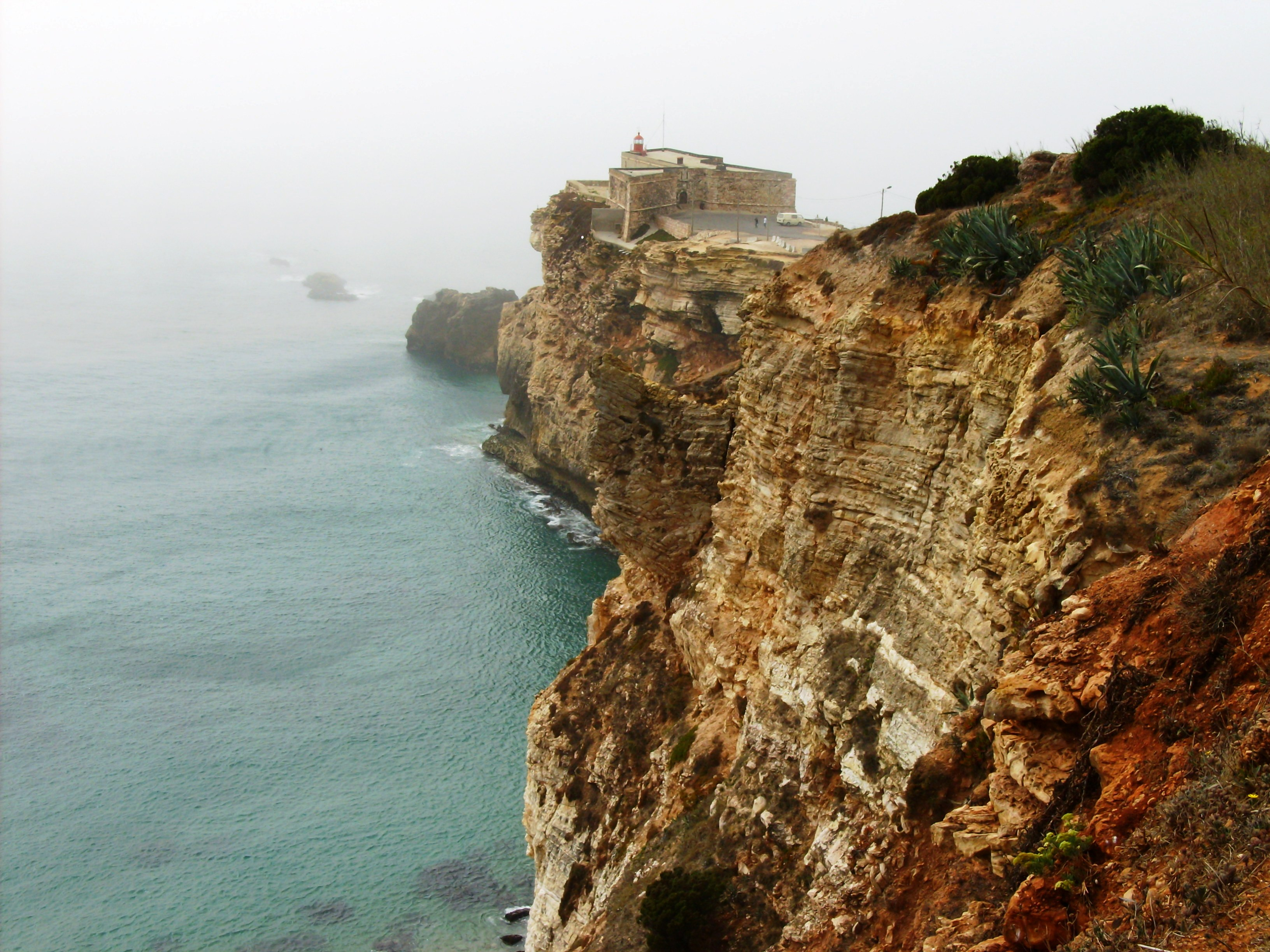
Vista panorámica
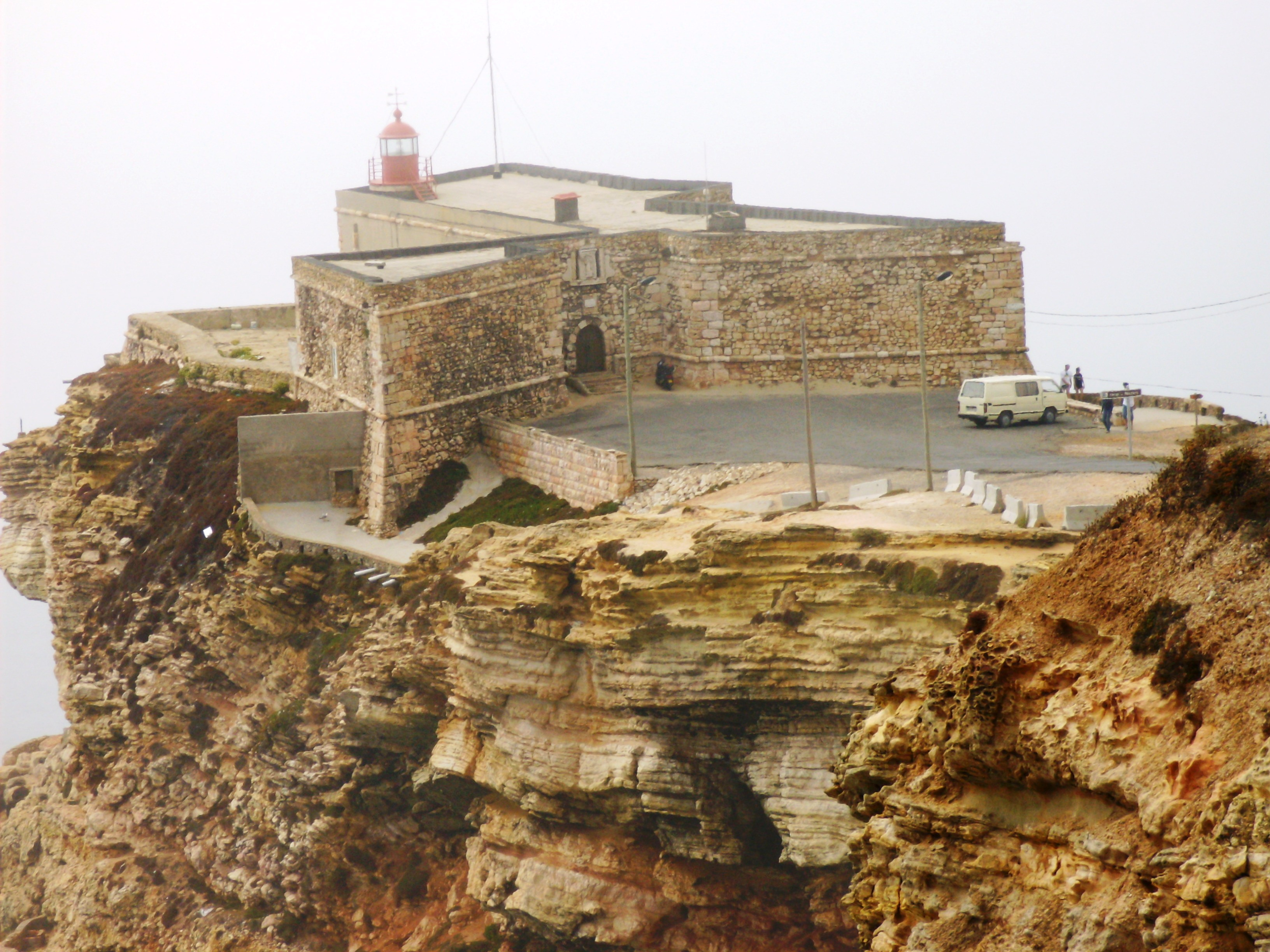
Vista con neblina
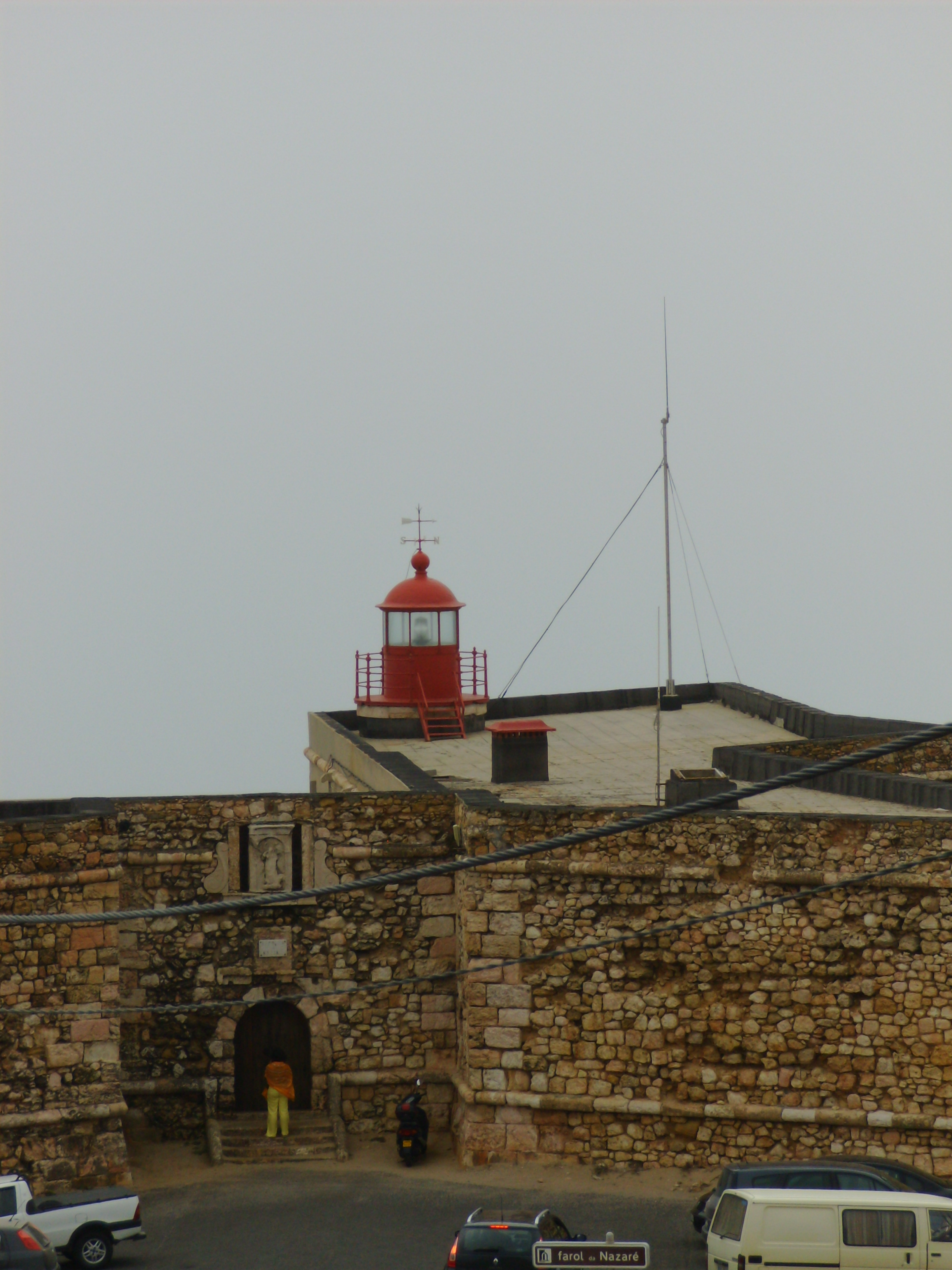
Portón de Armas y faro
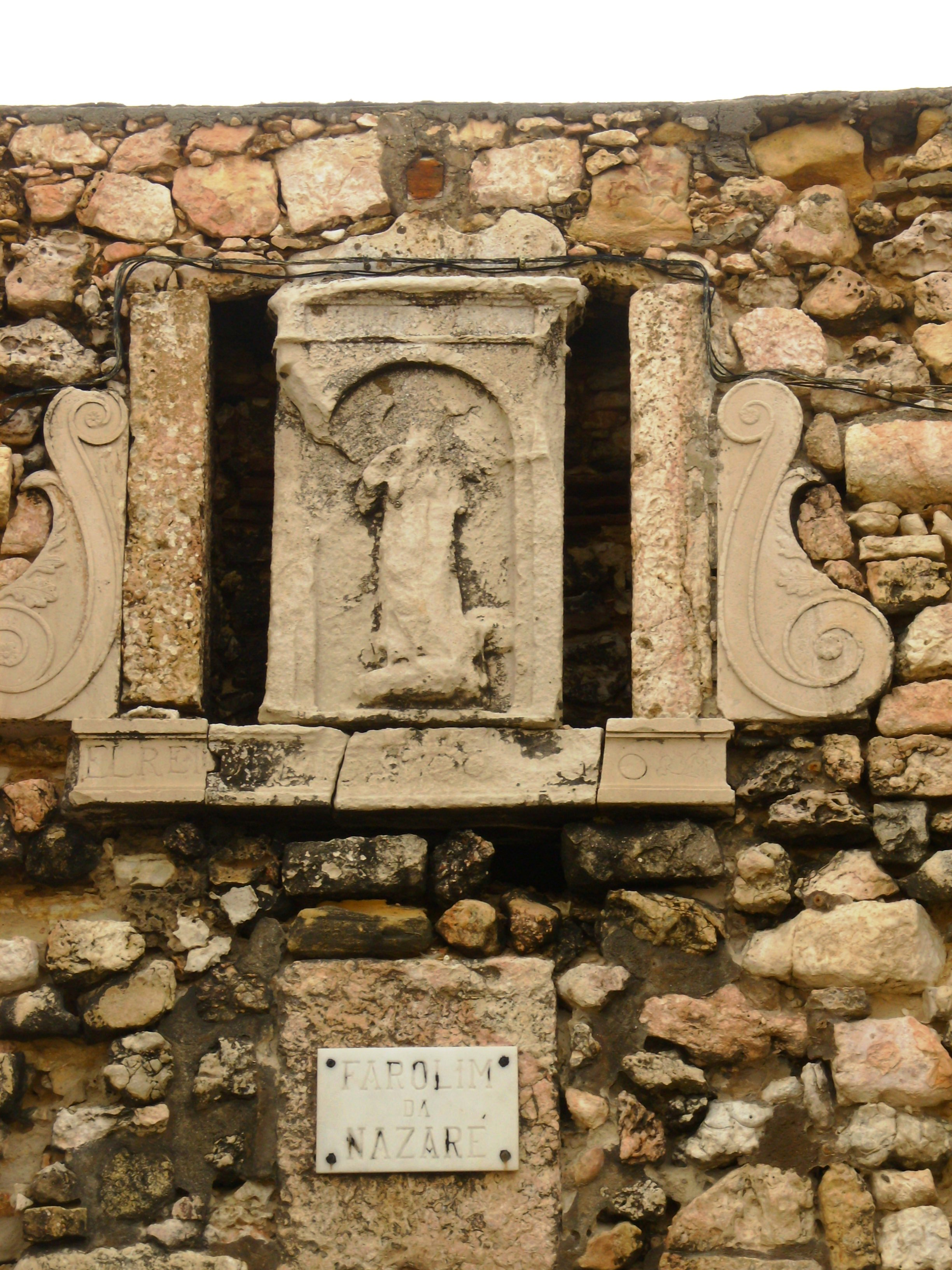
Epigrafia sobre el Portón de Armas